# Скотт (округ, Канзас)
Скотт (англ. Scott County) — округ в штате Канзас, США. Официально образован 20 марта 1873 года, получил своё название в честь американского военного и политического деятеля Уинфилда Скотта. По состоянию на 2010 год, численность населения составляла 4 936 человека.

## География
По данным Бюро переписи США, общая площадь округа равняется 1 858,689 км2, из которых 1 858,379 км2 суша и 0,311 км2 или 0,020 % это водоёмы.

## Население
По данным переписи населения 2000 года в округе проживает 5 120 жителей в составе 2 045 домашних хозяйств и 1 435 семей. Плотность населения составляет 3,00 человек на км2. На территории округа насчитывается 2 291 жилых строений, при плотности застройки около 1-ти строений на км2. Расовый состав населения: белые — 95,47 %, афроамериканцы — 0,10 %, коренные американцы (индейцы) — 0,55 %, азиаты — 0,12 %, гавайцы — 0,00 %, представители других рас — 2,75 %, представители двух или более рас — 1,02 %. Испаноязычные составляли 6,31 % населения независимо от расы.
В составе 33,30 % из общего числа домашних хозяйств проживают дети в возрасте до 18 лет, 61,00 % домашних хозяйств представляют собой супружеские пары проживающие вместе, 6,70 % домашних хозяйств представляют собой одиноких женщин без супруга, 29,80 % домашних хозяйств не имеют отношения к семьям, 27,30 % домашних хозяйств состоят из одного человека, 13,60 % домашних хозяйств состоят из престарелых (65 лет и старше), проживающих в одиночестве. Средний размер домашнего хозяйства составляет 2,46 человека, и средний размер семьи 3,01 человека.
Возрастной состав округа: 27,10 % моложе 18 лет, 6,60 % от 18 до 24, 25,30 % от 25 до 44, 24,40 % от 45 до 64 и 24,40 % от 65 и старше. Средний возраст жителя округа 39 лет. На каждые 100 женщин приходится 97,10 мужчин. На каждые 100 женщин старше 18 лет приходится 94,40 мужчин.
Средний доход на домохозяйство в округе составлял 40 534 USD, на семью — 50 549 USD. Среднестатистический заработок мужчины был 32 166 USD против 20 221 USD для женщины. Доход на душу населения составлял 20 443 USD. Около 2,10 % семей и 5,10 % общего населения находились ниже черты бедности, в том числе — 6,00 % молодёжи (тех, кому ещё не исполнилось 18 лет) и 8,10 % тех, кому было уже больше 65 лет.